# David Rieff
David Rieff (Boston, 1952) és analista polític, periodista i crític cultural. Llicenciat en història a la Universitat de Princeton (1978). És membre de The New York Institute for the Humanities, i ha col·laborat com a editor al World Policy Journal (1998-2000), a The New Republic i al Harper's Magazine. També col·labora com a escriptor a Los Angeles Times Book Review. És fundador i director del projecte «Crims de guerra», de la Universitat Nord-americana, a Washington D.C., el qual assumeix l'educació del públic, amb una atenció especial als periodistes, sobre la guerra i els crims de guerra.
A més dels seus regulars articles publicats en diferents revistes i diaris dels Estats Units, Gran Bretanya, Canadà, Mèxic, França, Espanya i Alemanya, ha editat diversos llibres entre els quals destaquen Camino de Miami (1987), Los Angeles, Capital of the Third World (1991), The Exile (1993), Slaughterhouse: Bosnia and the Failure of the West (1995) i A Bed for the Night: Humanitarianism in Crisis (2003).